# 小坂凛
小坂 凛（こさか りん、英語Rin KOSAKA, 2001年12月19日 - ）は、日本のスピードスケート選手。

## 来歴
北海道斜里郡小清水町出身。小清水町立小清水小学校、小清水町立小清水中学校を経て山形県立山形中央高等学校卒業。
姉と兄がやっていたスケートを見に行って、自身も自然にスケートと接しているうちに滑るようになったという。
小学校6年の時に北海道網走郡美幌町で行われた地域大会で優勝した記録を持つ。
2015年に中学校へ進んだ後、2017年1月の全国中学生スケート選手権大会スピードスケート女子1,000mと3,000mの双方で優勝し、中学二冠王となった。
2017年4月にスケートの名門校たる山形県立山形中央高等学校に越境進学。1年生の時の全国高等学校スピードスケート競技選手権大会（インターハイ）女子1,000mで、女子チームパシュートでそれぞれ優勝を果たす。
2018-19シーズンではジュニアの日本代表選手に選ばれ、 ISUスピードスケートジュニアワールドカップ第三戦（イタリア・バゼルガ・ディ・ピネ）では女子1,500mと3,000mにそれぞれ優勝した。その一週間後に同所で行われた世界ジュニアスピードスケート選手権大会では女子パシュートで日本チームのメンバーとしてオランダを振り切って金メダルを獲得した。
2020年4月、高校卒業と同時に三重県へ移り、地方公共団体職員（三重県スポーツ協会スポーツ指導員）に就く傍ら競技活動を行う道を選択した。
2021年は10月の全日本距離別選手権の女子マススタートで優勝を飾る。12月末に開催された北京オリンピックスピードスケート日本代表選手選考競技会（長野市オリンピック記念アリーナ）に出場、女子1,500mの6位が最高成績であったが、10月の距離別選手権でのマススタート優勝を評価され、北京オリンピック日本代表選手に選出された。
しかし、北京オリンピックでは代表決定時に出場メンバー変更の可能性が首脳陣から告げられており出場機会が無かった。
2022年4月、KHネオケム株式会社と所属契約。

## 所属
- 三重県スポーツ協会（2020年4月-2020年3月）
- KHネオケム株式会社（2022年4月-）

## 受賞歴
- 小清水町 スポーツ栄誉賞(2022年[14])